# Chloroclystis cryptoxantha
Chloroclystis cryptoxantha là một loài bướm đêm trong họ Geometridae.